# Siklós
Siklós (hongrois : Siklós [ˈʃikloːʃ] ; allemand : Sieglos ; croate : Šikloš) est une localité hongroise, ayant le rang de ville (1977) dans le comitat de Baranya. Chef-lieu de la micro-région de Siklós, elle est située dans la plaine, au sud du massif de Villány.

## Patrimoine urbain

### Monuments
- Château de Siklós

## Personnalités liées à la localité
- L'écrivain George Mikes, naturalisé britannique, y est né en 1912
- Ici est né en 1952 Laszló Makra climatologue, professeur d'université